# بنس (عملة كندية)
في كندا، البنس (الذي سُك في الفترة من 1858 إلى 2012) عملة معدنية خارج الإنتاج والتداول بقيمة سنت واحد، أو 1⁄100 دولار. تُشير دار سك العملة الملكية الكندية إلى العملة باسم "عملة السنت الواحد"، ولكن عمليًا، يسود مصطلحا البنس والسنت.
سُك السنت لأول مرة عام 1858، ويُصدر بشكل أساسي كعملة برونزية أو مطلية بالبرونز طوال فترة إنتاجه. وكما هو الحال مع جميع العملات الكندية، يُصوّر وجه العملة الملك الكندي الحاكم وقت الإصدار.
بدأت محاولات إلغاء البنس في أواخر القرن 20، قوبلت في البداية بمقاومة لاعتُبرت ضرورية لدفع ضرائب المبيعات الإقليمية. وفُقدت الأموال في إنتاج البنس منذ منتصف ثمانينيات القرن الماضي على الأقل، أشارت المسوحات إلى أن العملة المعدنية بدأت تفقد قيمتها. ازدادت المواقف ضد البنس في أواخر العقد الأول من القرن الحادي والعشرين، وفي عام 2010، أوصت اللجنة الدائمة للمالية الوطنية بمجلس الشيوخ بسحب البنس من التداول.
توقف إنتاج البنس في مايو 2012، وتوقفت دار سك العملة الملكية الكندية ‏ عن توزيعها في 4 فبراير 2013. مع ذلك، لا تزال العملة المعدنية مناقصة قانونية. وبمجرد توقف توزيع العملة المعدنية، لم يعُد من المتوقع أن يعيد البائعون البنسات كعملة معدنية للمشتريات النقدية وشُجعوا على تقريب المشتريات إلى أقرب خمسة سنتات. لا يزال من الممكن تسعير السلع بزيادات قدرها سنت واحد، مع دفع المعاملات غير النقدية مثل بطاقات الائتمان إلى السنت المحدد.

### علم أصول الكلمات
تُشير دار سك العملة الملكية الكندية إلى العملة المعدنية باسم "عملة 1 سنت"، لكن في الممارسة العملية، تسود مصطلحات البنس والسنت. من المرجح أن يُعتمد البنس بسهولة لأن العملة المعدنية السابقة في كندا (حتى عام 1858) كانت النظام النقدي البريطاني، حيث استخدمت كندا الجنيهات الإسترلينية، الشلن، والبنسات البريطانية كعملة معدنية إلى جانب العملات المعدنية العشرية الأمريكية.
في اللغة الفرنسية الكندية، يُعرف البنس عادًة بالكلمة المستعارة سنت؛ على النقيض من الكلمة المستعارة التي تعني "مائة" (
نطق فرنسي: [sɑ̃]  ( أنصت)، وهذا يحافظ على النطق الإنجليزي 
[sɛnt]  ( أنصت). تشمل المصطلحات العامية cenne أو cenne noire أو sou noir (قرش)، على الرغم من أن الاستخدام الشائع في الفرنسية الكبكية هو sou.

### تاريخ

#### سنتات كبيرة (1858–1920)
سُكّت أول بنسات لما أصبح لاحقًا الاتحاد الكندي بموجب تشريع سُنّ عام 1853. ووفقًا للقانون 16 فيكتوريا، الفصل 158، كان على مقاطعة كندا إصدار "دولارات، سنتات، وميل" تُتداول مع الشلن والبنس الإنجليزيين. بعد خمس سنوات، صدر أمر بسك عملات معدنية جديدة عام 1858 في محاولة لتحسين النظام النقدي الكندي. كان ضروريًا لأن الجنيهات، الشلن، الليفر، والسو المتداولة آنذاك أصبحت عتيقة. تُسك البنسات، أو عملات السنت الواحد، من البرونز، وقطرها 25.4 مليمتر (1 بوصة) ووزنها 4.54 غرام (1⁄100 رطل) لكل منهما. بدأ سك العملات المعدنية للبنسات في وقت متأخر من العام لدرجة أنه كان لا بد من إكمال الجزء الأكبر من الطلب الكبير على السنتات في عام 1859. تجاوزت العملات المعدنية التي طُلبت ويبلغ عددها 10,000,000 بسهولة الطلب واحتياجات الجمهور في ذلك العام حيث لم يكن عدد السكان في مقاطعة كندا في ذلك الوقت حتى 2,000,000 شخص.
تأثيره متتابع، إذ لم يُسحب "العرض الوفير" من العملات المعدنية الصادرة حديثًا من التداول. اضطرت حكومة كندا إلى التدخل على مدار السنوات العشر التالية بطرحها للتداول بخصمٍ قدره 20%. أُنتجت سنتات جديدة (مع زيادة وزنها إلى 5.67 غرام أو 1⁄5 أونصة) لم تكن مطلوبة حتى عام 1876. تحمل جميع هذه البنسات علامة "H" عليها لِصُنعها في برمنغهام بإنجلترا بواسطة رالف هيتون وأبناؤه. استمر هيتون في سك البنسات لكندا في عامي 1881 و1882 مع توفير مكابس عملات جديدة وآلات أخرى لدار سك العملة الملكية في لندن. من وجهة نظر تجارية، كان هذا بمثابة فشل لشركة هيتون حيث "خربوا جزئيًا" شركتهم الخاصة من خلال القيام بذلك. اكتملت التوسعات في المرافق في دار سك العملة الملكية في عام 1883، مما يعني يمكنهم التعامل مع إنتاج العُملات الكندية. أوضح نائب رئيس دار سك العملة الملكية "بشكل واضح" للمفوض السامي لكندا في لندن أن دار سك العملة الملكية ستتعامل مع العُملات الكندية. صُنعت البنسات المؤرخة عام 1884، وتلك المؤرخة من عام 1886 إلى عام 1888، جميعها في لندن لصالح كندا.
في عام 1890، عادت دار سك العملة الملكية إلى هيتون مرة أخرى لسك العملات كان على الأرجح هناك "تدفق للأعمال" في ذلك العام. وبحلول هذا الوقت، تعمل الدار تحت اسم جديد حيث حوّل رالف هيتون الثالث دار سك والده إلى شركة ذات مسؤولية محدودة في عام 1889. أُشير إلى دار سك العملة السابقة في هيتون الآن باسم "دار سك العملة، برمنغهام، المحدودة" والمعروفة أيضًا باسم دار سك العملة في برمنغهام ‏. عندما عادت سك البنسات إلى لندن في عام 1891، لاحظت جمعية المصرفيين الكنديين أن بعض تلك التي صنعت في ذلك العام أعيد سكها. استمر سك البنسات الكندية في إنجلترا حتى عام 1907 مع افتتاح دار سك العملة في أوتاوا. وفي الوقت نفسه، توفيت الملكة فيكتوريا في عام 1901 وخلفها إدوارد السابع، الأمر الذي تطلب صورة جديدة للوجه الأمامي للبنس. أُختير الحائز على الميداليات البريطاني جورج ويليام دي سولس لهذه المهمة، وصمم تمثالًا نصفيًا للملك متجهًا إلى اليمين مع الكلمات "Edwardus VII Dei gratia Rex Imperator" و"كندا". استُخدمت هذه الصورة حتى وفاة إدوارد عام 1910، ونشأ الجدل في العام التالي مع تصميم جديد لجورج الخامس.
صُممت صورة الملك جورج الخامس من قِبل النحات الأسترالي والحائز على الميداليات بيرترام ماكينال مع الكلمات "Georgius V Rex et Ind:Imp:"؛ ومع ذلك، انتقد الجمهور هذا القرار باعتباره قرارًا بحذف "Dei gratia" (بنعمة الله) أُطلق عليه لقب "لا إله" و"لا نعمة". ونتيجة لذلك، أصبحت الكلمات Dei gra أُضيفت إلى التصميم في العام التالي، واستمر إنتاج السنتات الكبيرة حتى عام 1920. قُلصت البنسات إلى حجمها الحديث في ذلك العام مما جعلها أقرب في الحجم إلى البنس الأمريكي.

#### سنتات صغيرة (1920–1952)
في 11 مايو 1920، أصدر برلمان كندا إعلانًا (ساري المفعول اعتبارًا من 15 مايو) بشأن "عملة برونزية جديدة" من المقرر إصدارها يبلغ عرضها ووزنها 3.2 غرام (50 gr). تميزت هذه البنسات الصغيرة بتصميم وجه ثابت مع تمثال جورج الخامس ينظر إلى اليسار محاطًا بالاختصارات. أُضيف تصميم جديد إلى الوجه الخلفي "بكلمات سنت واحد مدعومة بورقة قيقب على كلا الجانبين، تحمل كلمة كندا أعلاه وتاريخ الإصدار أدناه". خلال هذه الفترة الانتقالية، لم تُسحب السنتات الكبيرة القديمة، سُمح لها بالتآكل من خلال التداول حتى استردادها. بدءًا من عام 1922، أدت "فترة من الركود الاقتصادي" استمرت طوال منتصف 1920 إلى انخفاض كميات سك البنسات. شهدت أرقام سك العملة "عودة مترددة" في عام 1926؛ حيث سُك أكثر من مليوني قطعة في ذلك العام. عندما توفي الملك جورج الخامس في يناير 1936، تولى ابنه إدوارد الثامن العرش، لكنه تنازل عن العرش في ديسمبر.
بعد تولي شقيقه جورج السادس العرش في 11 ديسمبر 1936، برزت الحاجة إلى تمثال جديد للعملة الكندية. نظرًا لتأخر العام، لم تتمكن دار سك العملة الملكية من سك عملات معدنية على الفور باستخدام قالب يُصوّر الملك الجديد بتاريخ 1937. قررت الدار بدلاً من ذلك مواصلة سك بنسات مؤرخة عام 1936 مع إضافة نقطة أسفل التاريخ على الوجه الآخر للدلالة على سكها في عام 1937. ووفقًا لسجلات دار سك العملة، سُك 678,823 من هذه العملات؛ ومع ذلك، لم يتبقَّ منها حتى الآن سوى ثلاث عملات فقط. صمم همفري باجيت تمثال جورج السادس الجديد، وكان جاهزًا للاستخدام في وقت لاحق من العام. يَظهر الملك على الوجه الأمامي متجهًا إلى اليسار، مع نقش "Georgius VI D:G: Rex et Ind:Imp:". صمم جورج كروجر جراي ‏ الوجه الخلفي للعملة، يَظهر عليه غصن قيقب ذو ورقتين؛ تَظهر العبارة "1 سنت" فوقه، وكلمة "كندا" مع التاريخ أدناه. في حين استمر سك البنسات بتصميمها الجديد دون انقطاع طوال الحرب العالمية الثانية، حدث تغيير في تركيبها. بدءًا من 1 أبريل 1942، زادت نسبة النحاس في البنسات الكندية من 95.5% إلى 98%، وانخفضت نسبة القصدير من 3% إلى 0.5%.
أثر قانون استقلال الهند لعام ‏ 1947 على البنس، إذ وجب إزالة Ind:" Imp: الهند" من وجه العملة. أُجري هذا التغيير بموجب المادة 7.2 من القانون. ونظرًا لعدم جاهزية القوالب التي حذفت العنوان للاستخدام فورًا، أُضيفت ورقة قيقب صغيرة بجوار العملات المعدنية المؤرخة عام 1947 على ظهر البنسات التي سُكت حتى عام 1948. لم يكن هذا أول تغيير كبير؛ فمن وجهة نظر هواة جمع العملات، "جلب منتصف القرن 20 سلسلة من الأصناف إلى العملات الكندية". توفي الملك جورج السادس عام 1952، وظهرت صورة جديدة على وجه العملة للملكة إليزابيث الثانية في العام التالي.

#### سنتات صغيرة (1953–2009)
صَممت النحاتة وصانعة الميداليات ماري جيليك ‏ أول تمثال للملكة إليزابيث الثانية، واختارت تصوير الملكة وهي في 27 من عمرها متجهة نحو اليمين. كما هو الحال مع الملوك السابقين، يُحاط تمثالها بنص لاتيني يقول "Elizabeth II Dei Gratia Regina" (إليزابيث الثانية، بنعمة الله، الملكة). بالنسبة للعملات الكندية، كانت هذه هي المرة الأولى التي تُصنع فيها قوالب رئيسية في دار سك العملة الملكية الكندية ‏. تأتي البنسات الكندية المؤرخة من عام 1953 إلى عام 1955 في نوعين رئيسيين "مع وبدون طية من القماش" (المعروفة أيضًا باسم الحزام) على التمثال الجديد. لا يزال سبب ذلك غير واضح حيث تتضمن النظريات المقترحة قوالب مصقولة بشكل مفرط، أو بدلاً من ذلك أن يكون نقش التمثال مرتفعًا جدًا بحيث لا يمكن ضربه بشكل صحيح. في عام 1956، لاحظ مدير دار سك العملة الملكية الكندية أن 407 كيلوغرام (898 رطل) من العملات البرونزية البالية و 247 كيلوغرام (545 رطل) حُولت من عملات النيكل الكندية من عصر الحرب العالمية الثانية لاستخدامها في سك العملات المعدنية من فئة سنت واحد. رُكبت مكابس عالية السرعة في دار سك العملة في أوائل 1960، مما يعني صُنع المزيد من البنسات الكندية بمعدلات تجاوزت 70٪ مقارنة بالسنوات السابقة.
في عام 1964، وافقت الملكة إليزابيث على تمثال ثانٍ لها على العملة الكندية، صنعه الفنان والنحات البريطاني أرنولد ماشين ‏. يظهر هذا التمثال النصفي الثاني الملكة وهي تواجه اليمين بينما ترتدي تاجًا محاطًا بنص لاتيني حيث "Dei Gratia" يُختصر مرة أخرى ليصبح "D.G." عندما ظهرت هذه البنسات الجديدة لأول مرة في عام 1965، استبدل الأسنان على جانبي العملة بخرز، ولكن هذه تأثرت بصعوبات ملحوظة. احتفلت كندا بالذكرى المئوية لتأسيسها ‏ في عام 1967؛ تميز هذا بتصميم خاص على الجانب الخلفي لكل فئة متداولة. بالنسبة للبنس، صَمم الفنان أليكس كولفيل ‏ تصويرًا لحمامة صخرية أثناء الطيران، مع تاريخ مزدوج "1867-1967". عاد التصميم الخلفي إلى ورقة القيقب لجورج كروجر جراي ‏ في عام 1968، وفي عام 1978 جرت تغييرات طفيفة على التركيب والسمك مما أعطى البنسات "طبقة رقيقة". جرت المزيد من التغييرات على البنس في عام 1980 تضمنت انخفاضًا طفيفًا قدره 0.05 ملم في القُطر، وتغيير في الوزن من 3.24 غرام إلى 2.8 غ. لم تستمر هذه المواصفات إلا لمدة عام آخر قبل أن يُغير البنس مرة أخرى من حيث الشكل والوزن.
البنسات الكندية التي سُكت من عام 1982 إلى عام 1996 ذات حافة ذات اثني عشر جانبًا، ووضعت لمساعدة ضعاف البصر. على الرغم من أن تركيبها لم يتغير، فإن هذه البنسات الجديدة أخف وزنًا أيضًا: قُلل وزنها بشكل أكبر من 2.8 إلى 2.5 غ. لم يساعد هذا في تكاليف الإنتاج: لاحظت دار سك العملة الملكية الكندية في عام 1984 أن تكلفة إنتاج البنس الواحد تزيد عن قيمته الاسمية. في عام 1990، استخدم تمثال ثالث للملكة للبنسات الكندية صممه النحات المجري الكندي دورا دي بيدري هانت ‏. يُصور هذا التصميم الثالث إليزابيث الثانية تبلغ من العمر 64 عامًا محاطة بالخط اللاتيني المستخدم سابقًا. تشمل البنسات التي سُكت في 1990 عملة معدنية مزدوجة التاريخ "1867-1992" التي احتفلت بالذكرى السنوية 125 لكندا. في عام 1997، غُير البنس من البرونز إلى الزنك المطلي بالنحاس، مما قلل وزن العملة من 2.5 جرام إلى 2.25 غ. غُير الشكل ذو الأضلاع الاثني عشر إلى شكل دائري خلال هذا الوقت حيث ثبت أن طلاء الزنك المطلي بالنحاس أمر صعب.
كُرمت إليزابيث الثانية على البنس في عام 2002 حملت العملات المعدنية تاريخًا مزدوجًا "1952-2002"، بمناسبة اليوبيل الذهبي لها. تشمل أيضًا عملات البنس المسكوكة لعام "2002" تحمل علامة "P" أسفل تمثال إليزابيث الثانية النصفي وبدونها. يُحدد هذا الحرف تلك المصنوعة من الفولاذ المطلي بالنحاس، على عكس تلك المصنوعة من الزنك المطلي بالنحاس. استخدمت صورتين للملكة في العام التالي وهما "تمثال هانت القديم"، وتمثال رابع وأخير من صنع فنانة البورتريه سوزانا بلانت. يُظهر هذا التصوير الأخير للملكة تمثال نصفي غير متوج متجهًا إلى اليمين بنفس النص اللاتيني المستخدم سابقًا. بينما أُسقطت علامة "P" أسفل تمثالها النصفي لاحقًا واستبدالها بشعار الكلية الملكية للموسيقى ‏ في عام 2007، استمر سك البنسات باستخدام التكوينين المختلفين. لتحديد الفرق، فإن العملات المصنوعة من الفولاذ المطلي تُسمى "مغناطيسية" لأنها تلتصق بالمغناطيس، على عكس العملات المعدنية المصنوعة من الزنك المطلي بالنحاس "غير المغناطيسية".

## أصل التسمية
تشير دار سك العملة الملكية الكندية إلى العملة المعدنية باسم "عملة 1 سنت"، ولكن في الممارسة العملية، تسود مصطلحات البنس والسنت.  من المرجح أن يُعتَمَد البنس بسهولة لأن العملة المعدنية السابقة في كندا (حتى عام 1858) كانت حسب النظام النقدي البريطاني، حيث استخدمت كندا الجنيهات الإسترلينية، والشلن، والبنسات البريطانية كعملة معدنية إلى جانب العملات المعدنية العشرية الأمريكية. 
في اللغة الفرنسية الكندية، يُعرف البنس عادةً بالكلمة المستعارة سنت ؛ على النقيض من الكلمة غير المتجانسة التي تعني " مائة ", وهذا يحافظ على النطق الإنجليزي [sɛnt]  تشمل المصطلحات العامية سين ، سين نواغ ، أو سوو نواغ (البنسات السوداء)، على الرغم من أن الاستخدام الشائع للغة الفرنسية الكيبيكية هو سوو . 

## تاريخ

### سنتات كبيرة (1858–1920)
سُكّت أول بنسات لما أصبح لاحقًا الاتحاد الكندي بموجب تشريع سُنّ عام ١٨٥٣. ووفقًا للقانون ١٦ فيكتوريا، الفصل ١٥٨، كان على مقاطعة كندا إصدار "دولارات وسنتات ومطاحن" تُتداول مع الشلن والبنس الإنجليزيين.  بعد خمس سنوات، صدر أمرٌ بسكّ عملات معدنية جديدة عام ١٨٥٨ في محاولةٍ لتحسين النظام النقدي الكندي. كان هذا ضروريًا لأن الجنيهات، والشلن، والليفر، والسو، المتداولة آنذاك أصبحت عتيقة.  كانت البنسات، أو عملات السنت الواحد، تُسكّ من البرونز، وكان قطرها 25.4 مليمتر (1 بوصة) ووزنها 4.54 غرام (1⁄100 رطل) لكل منهما.  بدأ سك العملات المعدنية للبنسات في وقت متأخر من العام لدرجة أنه كان لا بد من إكمال الجزء الأكبر من الطلب الكبير على السنتات في عام 1859.  تجاوزت العملات المعدنية التي طُلِبَت والتي بلغ عددها 10,000,000 بسهولة الطلب واحتياجات الجمهور في ذلك العام حيث لم يكن عدد السكان في مقاطعة كندا في ذلك الوقت حتى 2,000,000 شخص. 
كان لهذا تأثيرٌ متتابع، إذ لم يُسحب "العرض الوفير" من العملات المعدنية الصادرة حديثًا من التداول. واضطرت حكومة كندا إلى التدخل على مدار السنوات العشر التالية بطرحها للتداول بخصمٍ قدره 20%.  أُنتجت سنتات جديدة (مع زيادة وزنها إلى 5.67 غرام أو 1⁄5 أونصة) لم تكن مطلوبة حتى عام 1876.  جميع هذه البنسات تحمل علامة "H" عليها لأنها صنعت في برمنغهام بإنجلترا بواسطة رالف هيتون وأبناؤه.   استمر هيتون في سك البنسات لكندا في عامي 1881 و1882 مع توفير مكابس عملات جديدة وآلات أخرى لدار سك العملة الملكية في لندن. من وجهة نظر تجارية، كان هذا بمثابة فشل لشركة هيتون حيث "خربوا جزئيًا" شركتهم الخاصة من خلال القيام بذلك.  اكتملت التوسعات في المرافق في دار سك العملة الملكية في عام 1883، مما يعني أنه يمكنهم التعامل مع إنتاج العملات الكندية.  أوضح نائب رئيس دار سك العملة الملكية "بشكل واضح" للمفوض السامي لكندا في لندن أن دار سك العملة الملكية ستتعامل مع العملات الكندية.  صُنِعَت البنسات المؤرخة عام 1884، وتلك المؤرخة من عام 1886 إلى عام 1888، جميعها في لندن لصالح كندا. 
في عام 1890، عادت دار سك العملة الملكية إلى هيتون مرة أخرى لسك العملات حيث كان هناك على الأرجح "تدفق للأعمال" في ذلك العام.   وبحلول هذا الوقت، كانت الدار تعمل تحت اسم جديد حيث حوّل رالف هيتون الثالث دار سك والده إلى شركة ذات مسؤولية محدودة في عام 1889. وأُشير إلى دار سك العملة السابقة في هيتون الآن باسم "دار سك العملة، برمنغهام، المحدودة" والمعروفة أيضًا باسم دار سك العملة في برمنغهام ‏.  وعندما عادت سك البنسات إلى لندن في عام 1891، لاحظت جمعية المصرفيين الكنديين أن بعض تلك التي صنعت في ذلك العام قد أعيد سكها.  واستمر سك البنسات الكندية في إنجلترا حتى عام 1907 مع افتتاح دار سك العملة في أوتاوا.   وفي الوقت نفسه، توفيت الملكة فيكتوريا في عام 1901 وخلفها إدوارد السابع، الأمر الذي تطلب صورة جديدة للوجه الأمامي للبنس.

### سنتات صغيرة (1920–1952)
في 11 مايو 1920، أصدر برلمان كندا إعلانًا (ساري المفعول اعتبارًا من 15 مايو) بشأن "عملة برونزية جديدة" كان من المقرر إصدارها يبلغ عرضها 19.1 مـم (3⁄4 بوصة) ووزنها 3.2 غرام (50 gr) .  تميزت هذه البنسات الصغيرة بتصميم وجه ثابت مع تمثال جورج الخامس ينظر إلى اليسار محاطًا بالاختصارات. أُضيف تصميم جديد إلى الوجه الخلفي "بكلمات سنت واحد مدعومة بورقة قيقب على كلا الجانبين، وتحمل كلمة كندا أعلاه وتاريخ الإصدار أدناه".  خلال هذه الفترة الانتقالية، لم تُسحب السنتات الكبيرة القديمة، ولكن سُمح لها بالتآكل من خلال التداول حتى استردادها .  بدءًا من عام 1922، أدت "فترة من الركود الاقتصادي" استمرت طوال منتصف عشرينيات القرن العشرين إلى انخفاض كميات سك البنسات.  شهدت أرقام سك العملة "عودة مترددة" في عام 1926؛ حيث تم سك أكثر من مليوني قطعة في ذلك العام.  عندما توفي الملك جورج الخامس في يناير 1936، تولى ابنه إدوارد الثامن العرش، لكنه تنازل عن العرش في ديسمبر .
بعد تولي شقيقه جورج السادس العرش في 11 ديسمبر 1936، برزت الحاجة إلى تمثال جديد للعملة الكندية. ونظرًا لتأخر العام، لم تتمكن دار سك العملة الملكية من سك عملات معدنية على الفور باستخدام قالب يُصوّر الملك الجديد بتاريخ 1937. وقررت الدار بدلاً من ذلك مواصلة سك بنسات مؤرخة عام 1936 مع إضافة نقطة أسفل التاريخ على الوجه الآخر للدلالة على صكها في عام 1937.  ووفقًا لسجلات دار سك العملة، سُك 678,823 من هذه العملات؛ ومع ذلك، لم يتبقَّ منها حتى الآن سوى ثلاث عملات فقط.  صمم جورج كروجر جراي ‏ الوجه الخلفي للعملة، وظهر عليه غصن قيقب ذو ورقتين؛ وتظهر العبارة "1 سنت" فوقه، وتظهر كلمة "كندا" مع التاريخ أدناه.  في حين استمر سك البنسات بتصميمها الجديد دون انقطاع طوال الحرب العالمية الثانية ، حدث تغيير في تركيبها. بدءًا من 1 أبريل 1942، زادت نسبة النحاس في البنسات الكندية من 95.5% إلى 98%، وانخفضت نسبة القصدير من 3% إلى 0.5%. 
أثر قانون استقلال الهند لعام ١٩٤٧ ‏ على البنس، إذ وجب إزالة Ind: " Imp: إمبراطور الهند" من وجه العملة. أُجري هذا التغيير بموجب المادة ٧.٢ من القانون.  ونظرًا لعدم جاهزية القوالب التي حذفت العنوان للاستخدام فورًا، أُضيفت ورقة قيقب صغيرة بجوار العملات المعدنية المؤرخة عام ١٩٤٧ على ظهر البنسات التي سُكت حتى عام ١٩٤٨.  لم يكن هذا أول تغيير كبير؛ فمن وجهة نظر هواة جمع العملات، "جلب منتصف القرن العشرين سلسلة من الأصناف إلى العملات الكندية". 

### سنتات صغيرة (1953–2009)
تأتي البنسات الكندية المؤرخة من عام 1953 إلى عام 1955 في نوعين رئيسيين "مع وبدون طية من القماش" (المعروفة أيضًا باسم الحزام) على التمثال الجديد.  لا يزال سبب ذلك غير واضح حيث تتضمن النظريات المقترحة قوالب مصقولة بشكل مفرط، أو بدلاً من ذلك أن يكون نقش التمثال مرتفعًا جدًا بحيث لا يمكن ضربه بشكل صحيح. في عام 1956، لاحظ مدير دار سك العملة الملكية الكندية أن 407 كيلوغرام (898 رطل) من العملات البرونزية البالية و 247 كيلوغرام (545 رطل)تم تحويل من عملات النيكل الكندية من عصر الحرب العالمية الثانية لاستخدامها في سك العملات المعدنية من فئة سنت واحد.  تم تركيب مكابس عالية السرعة في دار سك العملة في أوائل الستينيات، مما يعني أنه تم صنع المزيد من البنسات الكندية بمعدلات تجاوزت 70٪ مقارنة بالسنوات السابقة. 
احتفلت كندا بالذكرى المئوية لتأسيسها ‏ في عام 1967؛ وقد تميز هذا بتصميم خاص على الجانب الخلفي لكل فئة متداولة. بالنسبة للبنس، صمم الفنان أليكس كولفيل ‏ تصويرًا لحمامة صخرية أثناء الطيران، مع تاريخ مزدوج "1867-1967".    عاد التصميم الخلفي إلى ورقة القيقب لجورج كروجر جراي ‏ في عام 1968، وفي عام 1978 أُجريت تغييرات طفيفة على التركيب والسمك مما أعطى البنسات " طبقة رقيقة".    أُجري المزيد من التغييرات على البنس في عام 1980 والتي تضمنت انخفاضًا طفيفًا قدره 0.05 مم في القطر، وتغيير في الوزن من 3.24 غرام إلى 2.8 غرام.  لم تستمر هذه المواصفات إلا لمدة عام آخر قبل أن يُغَيَّر البنس مرة أخرى من حيث الشكل والوزن. 
كانت البنسات الكندية التي سٍُكَّت من عام 1982 إلى عام 1996 ذات حافة ذات اثني عشر جانبًا، والتي وُضِعَت لمساعدة ضعاف البصر.   وعلى الرغم من أن تركيبها لم يتغير، فإن هذه البنسات الجديدة أخف وزنًا أيضًا: فقد قُلِّلَ وزنها بشكل أكبر من 2.8 إلى 2.5 غم.  لم يساعد هذا في تكاليف الإنتاج: لاحظت دار سك العملة الملكية الكندية في عام 1984 أن تكلفة إنتاج البنس الواحد تزيد عن قيمته الاسمية.  تشمل البنسات التي سُكَّت في التسعينيات عملة معدنية مزدوجة التاريخ "1867-1992" والتي احتفلت بالذكرى السنوية 125 لكندا.   في عام 1997، غُيِّرَ البنس من البرونز إلى الزنك المطلي بالنحاس، مما قلل وزن العملة من 2.5 غم إلى 2.25 غم.  غُيِّرَ الشكل ذو الأضلاع الاثني عشر إلى شكل دائري خلال هذا الوقت حيث ثبت أن طلاء الزنك المطلي بالنحاس أمر صعب. 

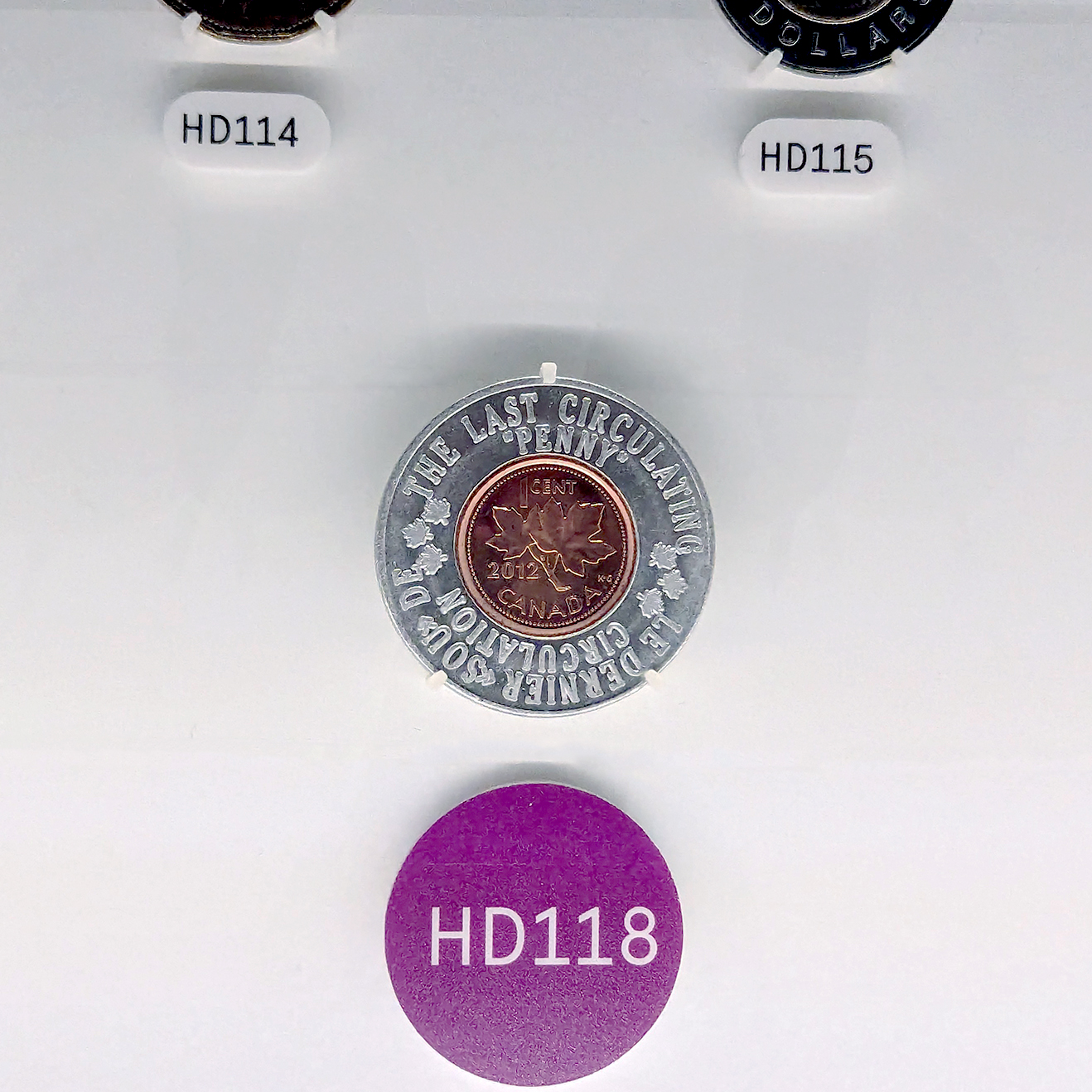
آخر بنس كندي معروض في متحف بنك كندا.

### الإلغاء (2010-2012)
كانت البنسات الكندية عملة خاسرة عدة مرات منذ عام 1984 على الأقل.  وعلى الرغم من إجراء عدة محاولات لإلغاء البنس، إلا أنها قوبلت بالمقاومة حيث اعتُبرت ضرورية لدفع ضرائب المبيعات الإقليمية.  بدأت المواقف ضد البنس في النمو أكثر في عام 2007 حيث شهد العام الذكرى المئوية للعملة من قبل دار سك العملة في أوتاوا (الآن RCM ). خلال هذا الوقت، أجرت مجموعة ديجاردان استطلاعًا ذكر أن الحكومة أنتجت حوالي 825 مليون بنس سنويًا من عام 2001 إلى عام 2005. وأشارت نتائج المسح إلى أنه بما أن 37 بالمائة فقط من الكنديين يستخدمون البنسات، فإن هذا يعادل 25 بنسًا للشخص الواحد.  وفي حين لم تتخذ الحكومة الكندية أي إجراء فوري، فقد أجرى البرلمان دراسات في النهاية بعد ثلاث سنوات.
في وقت ما في منتصف عام 2010، بدأت لجنة مجلس الشيوخ الدائمة المعنية بالتمويل الوطني دراسة حول مستقبل عملة السنت الواحد.  وانتهت دراسة اللجنة قرب نهاية العام، وفي 14 ديسمبر 2010 أوصوا بسحب البنس من التداول.  وخلصت حجتهم إلى أن قرنًا من التضخم قد أدى إلى تآكل قيمة وفائدة قطعة السنت الواحد. وبدلاً من إنفاقها، قدروا أن الكندي العادي لديه ما يصل إلى 600 بنس مدخر.  وبالتالي، اضطرت دار سك العملة الملكية الكندية إلى إنتاج كميات كبيرة من البنسات حيث اختفت من التداول بسبب الاحتكار أو تجنب الجمهور.  في 29 مارس 2012، أعلنت الحكومة الفيدرالية في ميزانيتها أنها ستسحب البنس من التداول في الربع الرابع من عام 2012.   وفي تفسيرها، استشهدت الحكومة بتكلفة إنتاج البنس والتي بلغت 1.6 سنتًا لكل عملة معدنية.  
سُكَّ آخر بنس في مصنع دار سك العملة الملكية الكندية في وينيبيغ، مانيتوبا، صباح يوم 4 مايو 2012.  وتضمن هذا الحدث الذي حظي بتغطية إعلامية واسعة النطاق وزير المالية السابق جيم فلاهيرتي ‏ ، الذي قام بشكل احتفالي "بضغط بعض الأزرار على الآلة العملاقة التي ضغطت على آخر بنس".   ثم تم تسليمه إلى متحف بنك كندا في أوتاوا حيث يمكن رؤيته الآن معروضًا.  في 4 فبراير 2013، بدأت دار سك العملة في صهر ما يقدر بنحو 35 مليار بنس كانت متداولة.  وفي نفس اليوم، احتفلت جوجل ببداية نهاية البنس الكندي من خلال رسم جوجل دودل . 

### العواقب
تُقرَّب المعاملات النقدية في كندا الآن إلى أقرب مضاعف لـ 5 سنتات.  لا يُجرى التقريب على كل عنصر على حدة، بل على المبلغ الإجمالي، مع تقريب الإجماليات إلى أقرب مضاعف لـ 5، أي أن الإجماليات التي تنتهي بالرقم 1 أو 2 تُقرَّب إلى 0، والإجماليات التي تنتهي بالرقم 3, 4, 6, أو 7 تُقرَّب إلى 5، والإجماليات التي تنتهي بالرقم 8 أو 9 تُقرَّب إلى 10.  هذا أمر شائع في طرق تقريب النقد ‏ (غير خاص بكندا). في حين أن البنسات الحالية ستظل عملة قانونية إلى أجل غير مسمى، فقد سُحِبَت تلك المتداولة في 4 فبراير 2013.   
بناءً على المواصفات الفنية المنصوص عليها في قانون سك العملة ، فإن البنسات المنتجة من عام ١٩٨٢ حتى توقف إنتاجها عام ٢٠١٣ هي وحدها التي لا تزال تُعتبر "عملات معدنية متداولة" قانونيًا.  ينص قانون العملة على أن "الدفع بالعملات المعدنية [...] يُعدّ عرضًا قانونيًا بما لا يزيد عن [...] خمسة وعشرين سنتًا إذا كانت فئتها سنتًا واحدًا."  ومع ذلك، بمجرد توقف توزيع العملة، لم يعد يُتوقع من البائعين إرجاع البنسات كعملات فكة للمشتريات النقدية، وشُجِّعوا على تقريب المشتريات إلى أقرب خمسة سنتات.  لا يزال من الممكن تسعير السلع بزيادات قدرها سنت واحد، مع دفع قيمة المعاملات غير النقدية، مثل بطاقات الائتمان، إلى السنت المحدد. 

## تكوين عبر التاريخ
| سنين      | كتلة           | التركيب                                 |
| --------- | -------------- | --------------------------------------- |
| 1858-1859 | 70 gr (4.54 غ) | 95% نحاس، 4% قصدير، 1% زنك ( برونز )    |
| 1876-1920 |                | 95.5% نحاس، 3% قصدير، 1.5% زنك          |
| 1920-1941 | 50 gr (3.24 غ) | 95.5% نحاس، 3% قصدير، 1.5% زنك          |
| 1942-1977 | 50 gr (3.24 غ) | 98% نحاس، 0.5% قصدير، 1.5% زنك          |
| 1978-1979 | 50 gr (3.24 غ) | 98% نحاس، 1.75% قصدير، 0.25% زنك        |
| 1980-1981 | 2.8 غ          | 98% نحاس، 1.75% قصدير، 0.25% زنك        |
| 1982-1996 | 2.5 غ          | 98% نحاس، 1.75% قصدير، 0.25% زنك        |
| 1997-1999 | 2.25 غ         | 98.4% زنك، 1.6% مطلي بالنحاس            |
| 2000-2012 | 2.35 غ         | 94% فولاذ، 1.5% نيكل، 4.5% مطلي بالنحاس |

## الإصدارات الأولى
| سنة  | سمة                      | سك النقود | سعر الإصدار  |
| ---- | ------------------------ | --------- | ------------ |
| 2005 | غلاف اليوم الأول         | 1,799     | 14.95 دولارًا |
| 2006 | مع علامة النعناع الجديدة | 5000      | 29.95 دولارًا |

## سك النقود
| السنة       | المسكوكات |
| ----------- | --------- |
| 1858        | 421,000   |
| 1859        | 9,579,000 |
| 1876 H      | 4,000,000 |
| 1881 H      | 2,000,000 |
| 1882 H      | 4,000,000 |
| 1884        | 2,500,000 |
| 1886        | 1,500,000 |
| 1887        | 1,500,000 |
| 1888        | 4,000,000 |
| 1890 H      | 1,000,000 |
| 1891        | 1,452,500 |
| 1892        | 1,200,000 |
| 1893        | 2,000,000 |
| 1894        | 1,000,000 |
| 1895        | 1,200,000 |
| 1896        | 2,000,000 |
| 1897        | 1,500,000 |
| 1898 H      | 1,000,000 |
| 1899        | 2,400,000 |
| 1900 1900 H | 2,600,000 |
| 1901        | 4,100,000 |

| السنة  | المسكوكات |
| ------ | --------- |
| 1902   | 3,000,000 |
| 1903   | 4,000,000 |
| 1904   | 2,500,000 |
| 1905   | 2,000,000 |
| 1906   | 4,100,000 |
| 1907   | 2,400,000 |
| 1907 H | 800,000   |
| 1908   | 2,401,506 |
| 1909   | 3,973,339 |
| 1910   | 5,146,487 |

| السنة | المسكوكات  |
| ----- | ---------- |
| 1911  | 4,663,486  |
| 1912  | 5,107,642  |
| 1913  | 5,735,405  |
| 1914  | 3,405,958  |
| 1915  | 4,932,134  |
| 1916  | 11,022,367 |
| 1917  | 11,899,254 |
| 1918  | 12,970,798 |
| 1919  | 11,279,634 |
| 1920  | 6,762,247  |

| السنة         | المسكوكات  |
| ------------- | ---------- |
| 1920          | 15,483,923 |
| 1921          | 7,601,726  |
| 1922          | 1,243,635  |
| 1923          | 1,019,002  |
| 1924          | 1,593,195  |
| 1925          | 1,000,622  |
| 1926          | 2,143,372  |
| 1927          | 3,553,928  |
| 1928          | 9,144,860  |
| 1929          | 12,159,840 |
| 1930          | 2,538,613  |
| 1931          | 3,842,776  |
| 1932          | 21,316,190 |
| 1933          | 12,079,310 |
| 1934          | 7,042,358  |
| 1935          | 7,526,400  |
| 1936 1936 Dot | 8,768,769  |

| السنة                      | المسكوكات  |
| -------------------------- | ---------- |
| 1937                       | 10,040,231 |
| 1938                       | 18,365,608 |
| 1939                       | 21,600,319 |
| 1940                       | 85,740,532 |
| 1941                       | 56,336,011 |
| 1942                       | 76,113,708 |
| 1943                       | 89,111,969 |
| 1944                       | 44,131,216 |
| 1945                       | 77,268,591 |
| 1946                       | 56,662,071 |
| 1947                       | 31,093,901 |
| 1947 ML                    | 43,855,448 |
| 1948 ATD 1948 ABD 1949 ATD | 25,767,779 |
| 1949 ABD                   | 33,128,933 |
| 1950                       | 60,444,992 |
| 1951                       | 80,430,379 |
| 1952                       | 67,631,736 |

| السنة | المسكوكات   |
| ----- | ----------- |
| 1953  | 67,806,016  |
| 1954  | 22,181,760  |
| 1955  | 56,403,193  |
| 1956  | 78,685,535  |
| 1957  | 100,601,792 |
| 1958  | 59,385,679  |
| 1959  | 83,615,343  |
| 1960  | 75,772,775  |
| 1961  | 139,598,404 |
| 1962  | 227,244,069 |
| 1963  | 279,076,334 |
| 1964  | 484,655,322 |
| 1965  | 304,441,082 |
| 1966  | 183,644,388 |
| 1967  | 345,140,645 |
| 1968  | 329,695,772 |
| 1969  | 335,240,929 |
| 1970  | 344,145,010 |
| 1971  | 298,228,936 |
| 1972  | 451,304,591 |
| 1973  | 457,058,489 |
| 1974  | 692,058,489 |
| 1975  | 642,618,000 |
| 1976  | 701,122,890 |
| 1977  | 453,050,666 |
| 1978  | 911,170,647 |
| 1979  | 753,942,953 |

| السنة | المسكوكات     |
| ----- | ------------- |
| 1980  | 911,800,000   |
| 1981  | 1,209,468,500 |
| 1982  | 876,036,898   |
| 1983  | 975,510,000   |
| 1984  | 838,225,000   |
| 1985  | 771,772,500   |
| 1986  | 788,285,000   |
| 1987  | 774,549,000   |
| 1988  | 482,676,752   |
| 1989  | 1,066,628,200 |
| 1990  | 218,035,000   |
| 1991  | 831,001,000   |
| 1992  | 673,512,000   |
| 1993  | 808,585,000   |
| 1994  | 639,516,000   |
| 1995  | 624,983,000   |
| 1996  | 445,746,000   |
| 1997  | 549,868,000   |
| 1998  | 999,578,000   |
| 1999  | 1,089,625,000 |
| 2000  | 902,506,000   |
| 2001  | 928,434,000   |
| 2002  | 830,040,000   |
| 2003  | 748,123,000   |
| 2004  | 842,486,000   |
| 2005  | 767,425,000   |
| 2006  | 1,261,883,000 |
| 2007  | 846,420,000   |
| 2008  | 787,625,000   |
| 2009  | 455,680,000   |
| 2010  | 486,200,000   |
| 2011  | 662,750,000   |
| 2012  | 199,347,000   |

## العملات التذكارية
لم تكن العملات التذكارية الموجودة في هذه المجموعات مخصصة للتداول.
| تاريخ | سك     | سبب |
| ----- | ------ | --- |
| 1998  | 25,000 | الذكرى السنوية التسعين لدار سك العملة الملكية الكندية (لمسة نهائية غير لامعة)                                       |
| 1998  | 25,000 | الذكرى السنوية التسعين لدار سك العملة الملكية الكندية (لمسة نهائية مرآة)                                            |
| 2002  | 32,642 | إليزابيث الثانية ( اليوبيل الذهبي ) ( مجموعة عملات معدنية من الفولاذ المطلي بالنحاس)                                |
| 2002  | 21,537 | إليزابيث الثانية (اليوبيل الذهبي) (مجموعة إثبات، عملة فضية)                                                         |
| 2003  | 21,537 | إليزابيث الثانية ( يوبيل التتويج ) (مجموعة إثبات، عملة نحاسية)                                                      |
| 2010  | 5,000  | الذكرى السنوية الخامسة والسبعين لإصدار الدولار الفضي الكندي "Voyageur" (مجموعة نسخ، عملة نحاسية)                    |
| 2011  | 6,000  | الذكرى المئوية للدولار الفضي لعام 1911 (مجموعة إثبات، عملة نحاسية)                                                  |
| 2017  | 5,500  | الذكرى السنوية الـ 150 لاتحاد كندا (تصاميم 1927 المنسية) (مجموعة عملات فضية)                                        |
| 2017  | 20,000 | الذكرى السنوية الـ 150 لاتحاد كندا (حمامة الصخرة المئوية؛ إصدار 2017) (مجموعة عملات معدنية، عملة فضية مطلية بالذهب) |

## الجمع
وفقًا لمجلة Canadian Coin Digest ، فإن سك العملات الكندية ليس دائمًا موثوقًا به في تحديد الندرة.  معظم البنسات الكندية شائعة ولا تزيد قيمتها عن قيمتها الاسمية إلا قليلاً في حالة التآكل.  وبصرف النظر عن أنواع العملات ، فإن البنسات الكندية الأكثر قيمة يعود تاريخها إلى الفترة من 1922 إلى 1926 بسبب انخفاض سكها.  وعلى وجه الخصوص، يوصف "جزء بسيط فقط" من البنسات المؤرخة في عام 1923 بأنها في "حالة قابلة للتحصيل".  وعند تضمين أنواع العملات، تشمل الأمثلة القيمة سنت "النقطة" النادر لعام 1936 والذي لا يُعرف منه سوى ثلاث عينات مسكوكة.  أُنتِجَت هذه العملات المعدنية بالنقطة لإظهار أنها صنعت في عام 1937 بينما كانت الدار تنتظر قوالب جديدة بسبب التأخير الناجم عن تنازل الملك إدوارد الثامن عن العرش والحاجة إلى إنشاء قوالب جديدة لخليفته، جورج السادس .  تُعتبر هذه العملة النادرة عملة "غير قابلة للتحصيل"، حيث بيعت آخر مرة في دار هيريتيج للمزادات ‏ في يناير 2010 مقابل 402,500 دولار أمريكي .  تشمل العملات القيّمة الأخرى ( 100+ دولار أمريكي ) عملة "بدون طيّ على الكتف" (أو حزام) الصادرة عام 1955، وبنس الخطأ الفولاذي الصادر عام 2006. 
في حين أن عملة "9 سنتات نحاسية/ضيقة" كبيرة الحجم من عام 1859 تُعتبر من الناحية الفنية نمطًا ، إلا أن بعض هواة الجمع المتحمسين يصنفونها ضمن فئة العملات التجارية ‏ . بيعت إحدى هذه العملات من خلال دار هيريتدج بحالة "تفاصيل دقيقة" مقابل 9,000 دولار أمريكي في 15 أغسطس 2019.   تشمل الأنماط القيّمة أيضًا بنسات نحاسية يعود تاريخها إلى "1937" والتي أُنتجت في دار سك العملة في باريس . بيع أحد هذه النماذج، الذي أدرجه ستاكس باورز، مقابل 4,230 دولار أمريكي في 2 أغسطس 2017. 
تُدرج البنسات الكندية أيضًا في ثلاث مجموعات مختلفة قابلة للتحصيل والتي تتضمن الإثبات، وشبيه الإثبات ‏ (PL)، والعينة (SP).   يعود تاريخ البنسات الكندية في مجموعات العينات إلى عام 1858، في حين أن العملات الإثباتية وشبيهة الإثبات حديثة بالمقارنة.  بالإضافة إلى إدراجها في المجموعات التذكارية المذكورة أعلاه، قُدِّمَ "وداع" للبنسات الكندية في عام 2012. كرمت دار سك العملة الملكية الكندية البنس بإصدار العديد من العملات الفضية والذهبية القابلة للتحصيل.   

## روابط خارجية
- قيمة البنسات الكندية
- تصاميم العملات لعام 1967 نسخة محفوظة 19 يونيو 2021 على موقع واي باك مشين.
- كل ما تحتاج لمعرفته حول سحب قرش كندا ، سي بي سي نيوز، 30 مارس 2012.